# موزه ملی گرجستان

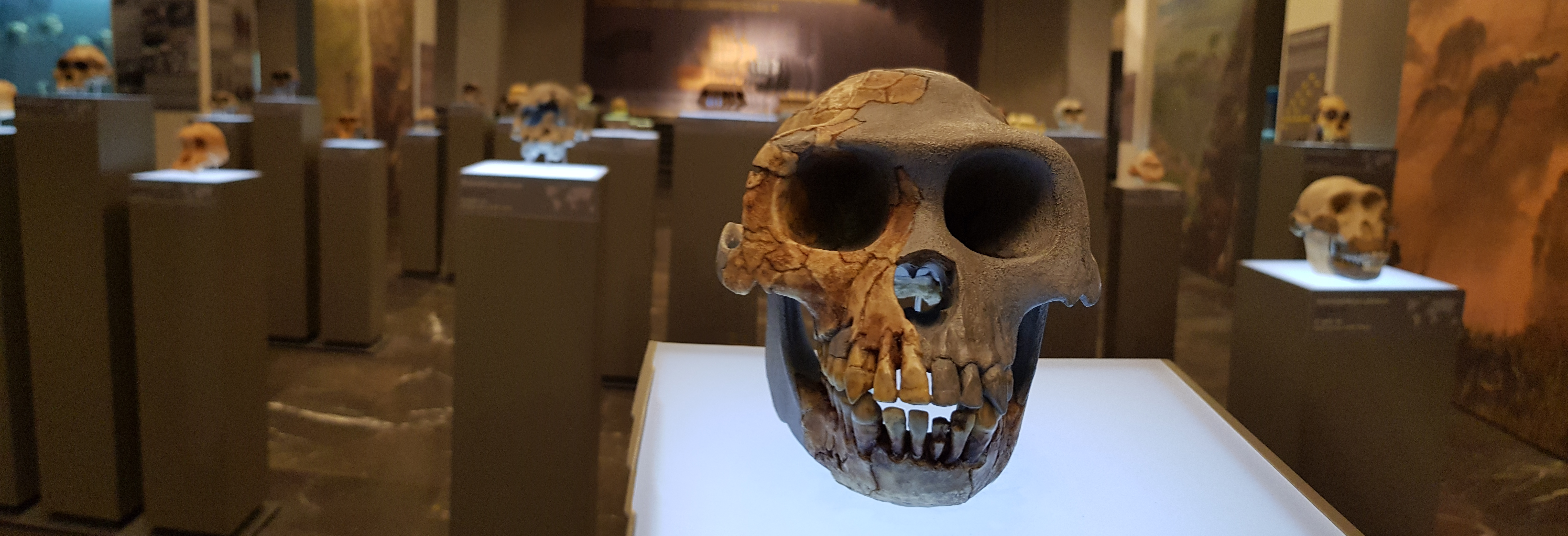
ورودی موزه ملی گرجستان

موزه ملی گرجستان (گرجی: საქართველოს ეროვნული მუზეუმი) پیشرو بین موزه‌های موجود در گرجستان است. این موزه در ۳۰ دسامبر ۲۰۰۴ با هدف نوسازی، هماهنگی فعالیت‌های آموزشی و فرهنگی در تفلیس با مدیریت پروفسور دیوید لردکیپانیدزه ساخته شد.
این موزه در بخش قدیمی شهر تفلیس، در نزدیکی میدان لیبرتی قرار دارد.

## بخش شرق‌شناسی و ایران‌شناسی
از ایران‌شناسان این موزه می‌توان به مارینا دگبوادزه  و لیانا لوماتاتیدزه اشاره کرد.